# Solveig Landquist
Solveig Dolores Margareta Landquist, född Bohlin 31 juli 1910 i Stockholm, död 27 augusti 2001, var en svensk författare och översättare.

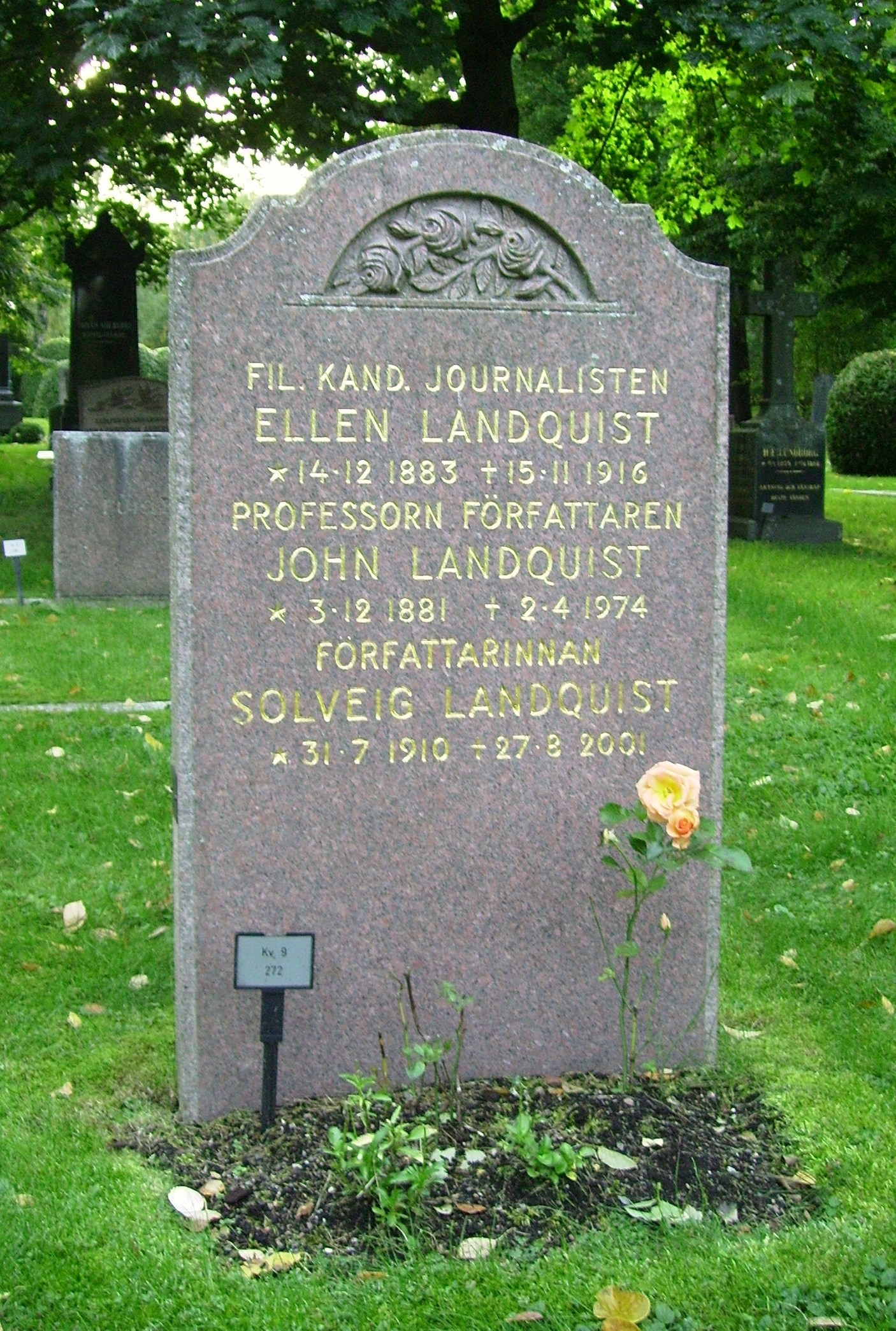
Solveig Landquists gravvård på Norra begravningsplatsen i Solna kommun.

Solveig Landquist, som var dotter till auditören Nils Hellichius och Sigrid Bohlin, blev fil. mag. i Lund 1937 och arbetade sedan som gymnasielärare. Hon gifte sig 1938 med John Landquist.

## Teater
- 1953: Morgondagen, med bland annat Kerstin Isedal och Per Oscarsson

## Översättningar
- Heinrich Hanselmann: Läkepedagogik (Einführung in die Heilpädagogik) (Gleerup, 1939)
- Bertrand Russell: Den mänskliga kunskapen: dess omfattning och gränser (Human knowledge: its scope and limits) (översatt tillsammans med John Landquist) (Natur och kultur, 1950)
- Heinrich Hanselmann: Lär dig leva: vänliga råd till ungdom (Lerne leben) (Gleerup, 1953)
- Helm Stierlin: Mänskliga relationer: den inre problematiken (Das Tun des Einen ist das Tun des Anderen) (Natur och kultur, 1977)